# Grande Armée
La Grande Armée (em português, "o grande exército") era o exército imperial francês de Napoleão Bonaparte, entre 1805 e 1807; entre 1811 e 1814, e, finalmente, em 1815, durante os Cem Dias — fase final da era napoleônica, que se inicia com o retorno de Napoleão do seu exílio, na ilha de Elba, e termina com sua derrota na batalha de Waterloo. Foi criada após a derrota da marinha francesa na Batalha de Trafalgar impedindo a invasão da Inglaterra e consequentemente a união de austríacos e russos que temiam o fortalecimento de Napoleão levando o Imperador a criar um poderoso exército que conseguiu derrotar vários inimigos, mas com guerras intermináveis e a invasão da Rússia em 1812, que resultou num grande fracasso com pesadas baixas aos franceses, além da dificuldade de encontrar novos recrutas já que boa parte destes morreram nas batalhas e mesmo com a ajuda dos países satélites de Napoleão, O Grande Exército entrou em decadência o que possibilitou aos ingleses, prussianos, portugueses, russos, austríacos e suecos a lançarem novos ataques que terminaram destruindo o Primeiro Império Francês.
No total, entre 1805 e 1813, mais de 2,1 milhões de franceses foram recrutados para o Exército Imperial de Napoleão.

## Exército Revolucionário
O Exército Revolucionário francês foi o embrião do futuro Exército Napoleônico, foi criado para combater os exércitos da coalizão antirrevolucionária que tentaram restaurar o Absolutismo Francês de Luís XVI. Com a descoberta de papéis que acusavam Luís XVI de colaborar com os inimigos, a jovem monarquia constitucional foi abolida e a Primeira República Francesa foi proclamada. Luís XVI e sua esposa Maria Antonieta foram decapitados, isso provocou a Revolta da Vendeia que também tentou restaurar a dinastia dos Bourbons.
A França estava sendo atacada por todos os lados; nos Países Baixos, a tentativa francesa de conquistá-los estava sendo catastrófica, enquanto isso os exércitos prussianos atravessavam o Reno e já haviam tomado importantes fortalezas francesas. Com a entrada de Portugal, Espanha e Inglaterra na coalizão, os franceses foram expulsos dos Países Baixos Austríacos sofrendo inúmeros reveses; revoltas estouraram em várias cidades. Em 1795, a situação já estava um pouco mais tranquila, os franceses conquistaram a Holanda estabelecendo a República Batava. Em 1796, a Revolta da Vendeia foi definitivamente esmagada. Em 1797, os austríacos foram derrotados e expulsos do Norte da Itália por um jovem oficial pouco conhecido chamado Napoleão Bonaparte. Em 1798, Napoleão invadiu o Campanha do Egito. Com o Golpe de 18 de Brumário e a ascensão de Napoleão a Cônsul, a França conseguiu derrotar novamente os austríacos na Batalha de Marengo e invadir a Baviera obrigando os austríacos a pedir a paz. Em 1802, França e Inglaterra assinam a Paz de Amiens acabando com a guerra.

## La Grande Armée

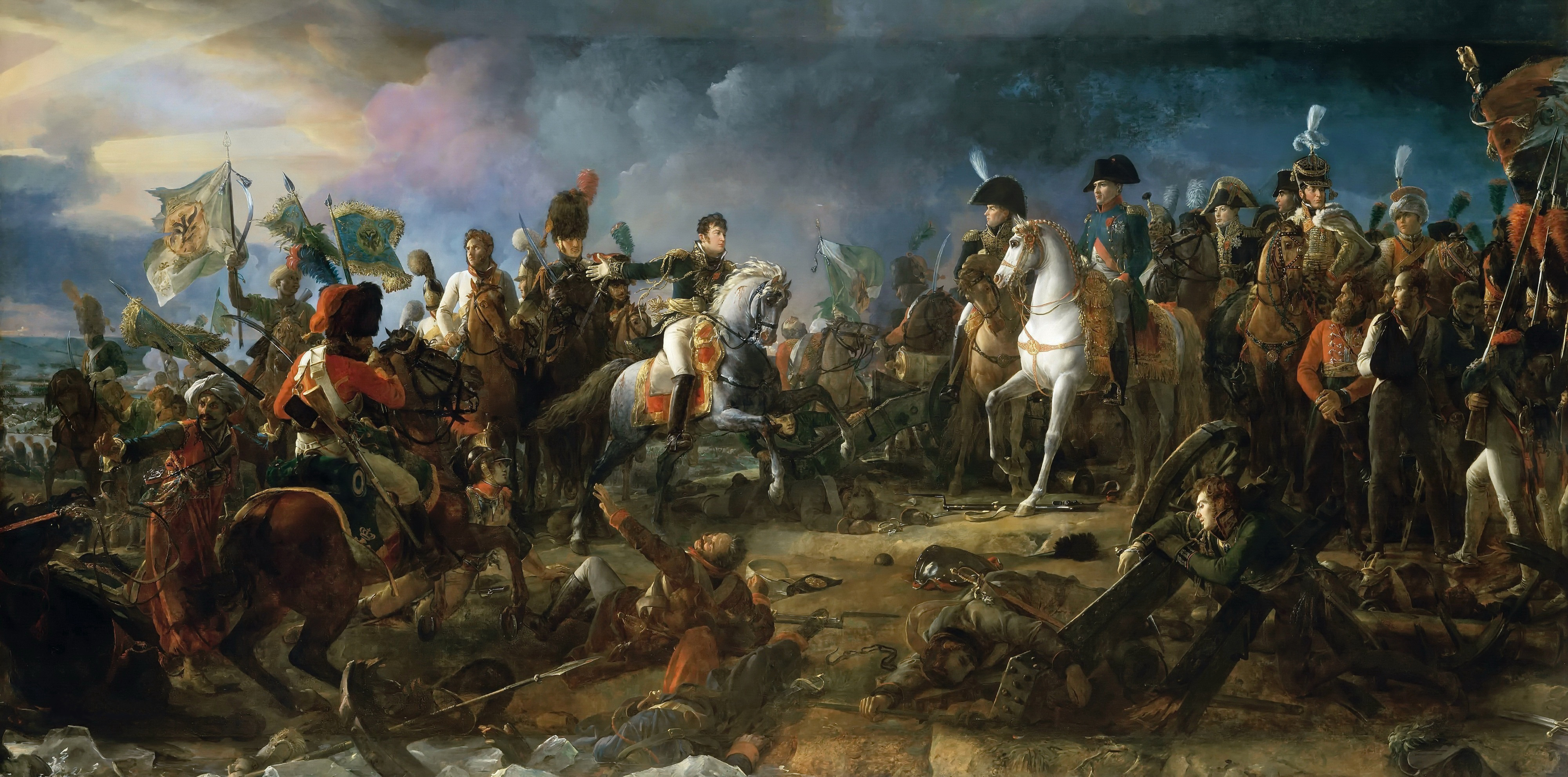
Napoleão em Austerlitz

Em 1804, Napoleão Bonaparte foi coroado imperador da França e logo iniciou a modernização do exército. Baseado nas ideias do general Louis-Alexandre Berthier, o exército francês foi dividido em corpos contendo de 20 000 a 30 000 soldados comandados por um marechal. Esses corpos se alimentavam dos recursos dos territórios ocupados não necessitando o envio de alimentos e também podiam marchar centenas de quilômetros em pouco tempo. Os corpos eram subdivididos em divisões contendo de 4 000 a 10 000 infantes e de 2 000 a 4 000 cavaleiros. As divisões também se subdividiam em brigadas que eram compostas por dois regimentos cada um apoiado por uma brigada de artilharia.
La Grande Armée ou O Grande Exército foi criado para a pretendida invasão da Inglaterra, entretanto a Guerra da Terceira Coligação e a destruição das marinhas francesas e espanholas na Batalha de Trafalgar impediram a invasão. O exército em Boulogne teve que marchar para a Áustria. Os austríacos novamente declararam guerra aos franceses. O exército do general Karl Mack von Leiberich foi destroçado pelos franceses em Ulm e em seguida Viena foi ocupada por Napoleão. Os austríacos e os russos reuniram-se perto da cidade de Austerlitz, apesar da superioridade numérica dos aliados, os franceses conseguiram derrotá-los dividindo os exércitos aliados impedindo assim que um ajudasse o outro. Logo após a vitória na Batalha de Austerlitz, Napoleão dissolveu o Sacro Império Romano-Germânico em 1806, criando a Confederação do Reno.

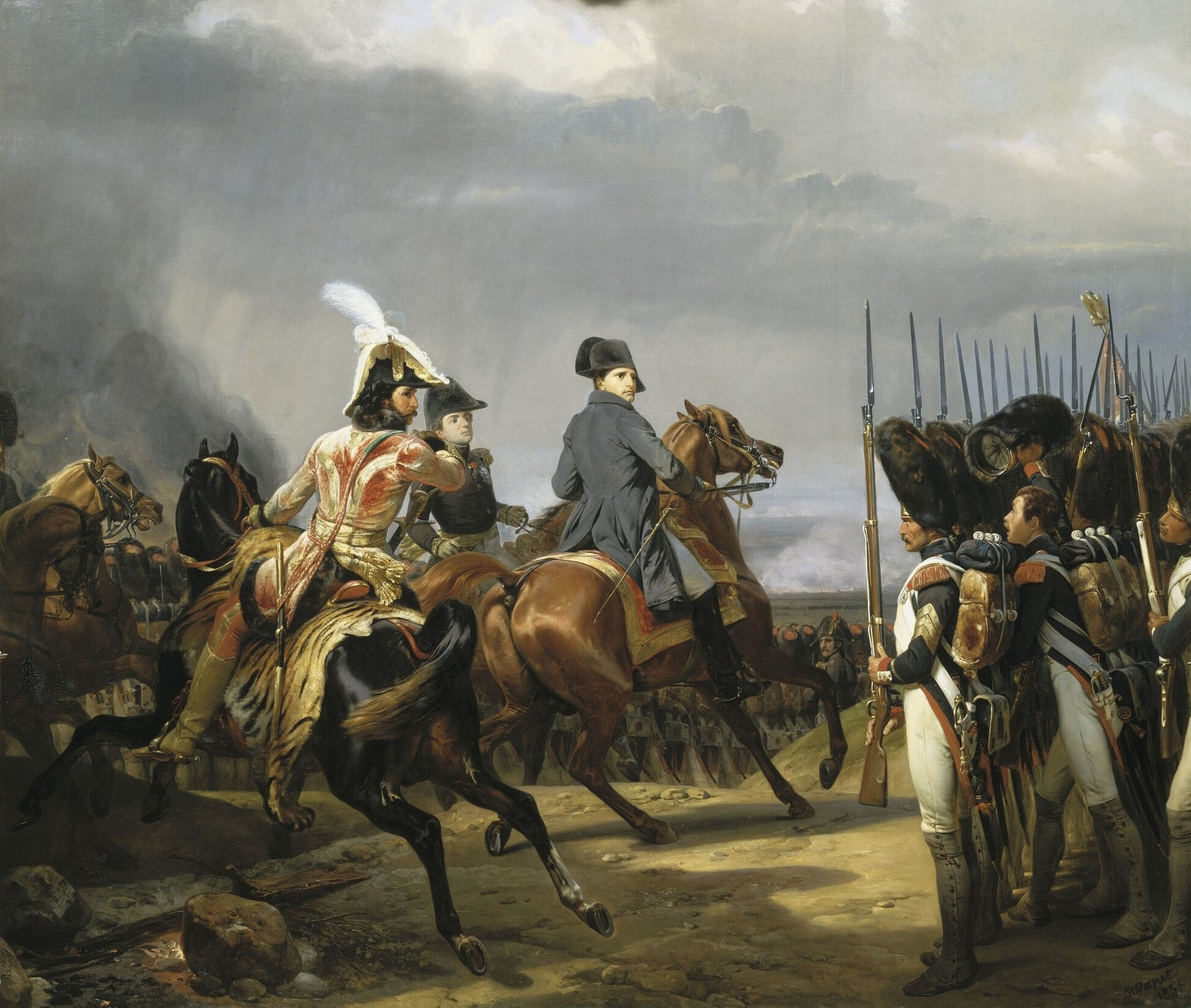
Napoleão vistoriando a Guarda Imperial em Jena

O Reino da Prússia sentiu-se desprotegido com a derrota austro-russa em Austerlitz, então ele também entrou na guerra da Quarta Coligação, mas o exército prussiano foi aniquilado na Batalha de Jena e os sobreviventes fugiram para o Império Russo. Napoleão entrou triunfante em Berlim, mas o rei Frederico Guilherme III da Prússia fugiu para o Leste estabelecendo-se perto da fronteira com a Rússia, de onde recebia ajuda.
Em 1807, os franceses invadiram a Polônia, na época anexada ao Império Russo, e o exército russo, que não tinha condições de lutar, recuou. Varsóvia foi ocupada e Napoleão foi aclamado libertador pelos poloneses. Em 7 de fevereiro de 1807, o Grande Exército enfrentou o exército russo, comandado pelo general Levin Augusto Bennigsen, perto da aldeia de Eylau. A neve dificultou o avanço dos franceses e com a pressão que os russos faziam sobre os exércitos dos generais de Napoleão este ordenou ao general Joaquim Murat o ataque da cavalaria que ficou conhecido como a "Carga de Eylau". A cavalaria francesa sofreu pesadas perdas, mas em compensação aliviou a pressão russa. De repente, no final da batalha apareceu uma divisão prussiana que ajudou os russos. Os franceses perderam muitos soldados em Eylau e o avanço francês ficou paralisado até a chegada da primavera, a Batalha de Eylau foi a primeira vez que o Grande Exército não venceu uma batalha.
Depois de 4 meses, finalmente Napoleão derrotou os russos na Batalha de Friedlândia. Isso ocasionou a assinatura do Tratado de Tilsit, numa balsa no meio do rio Neman perto da aldeia de Tilsit, estabelecendo a paz entre os dois países e dentre outras coisas:

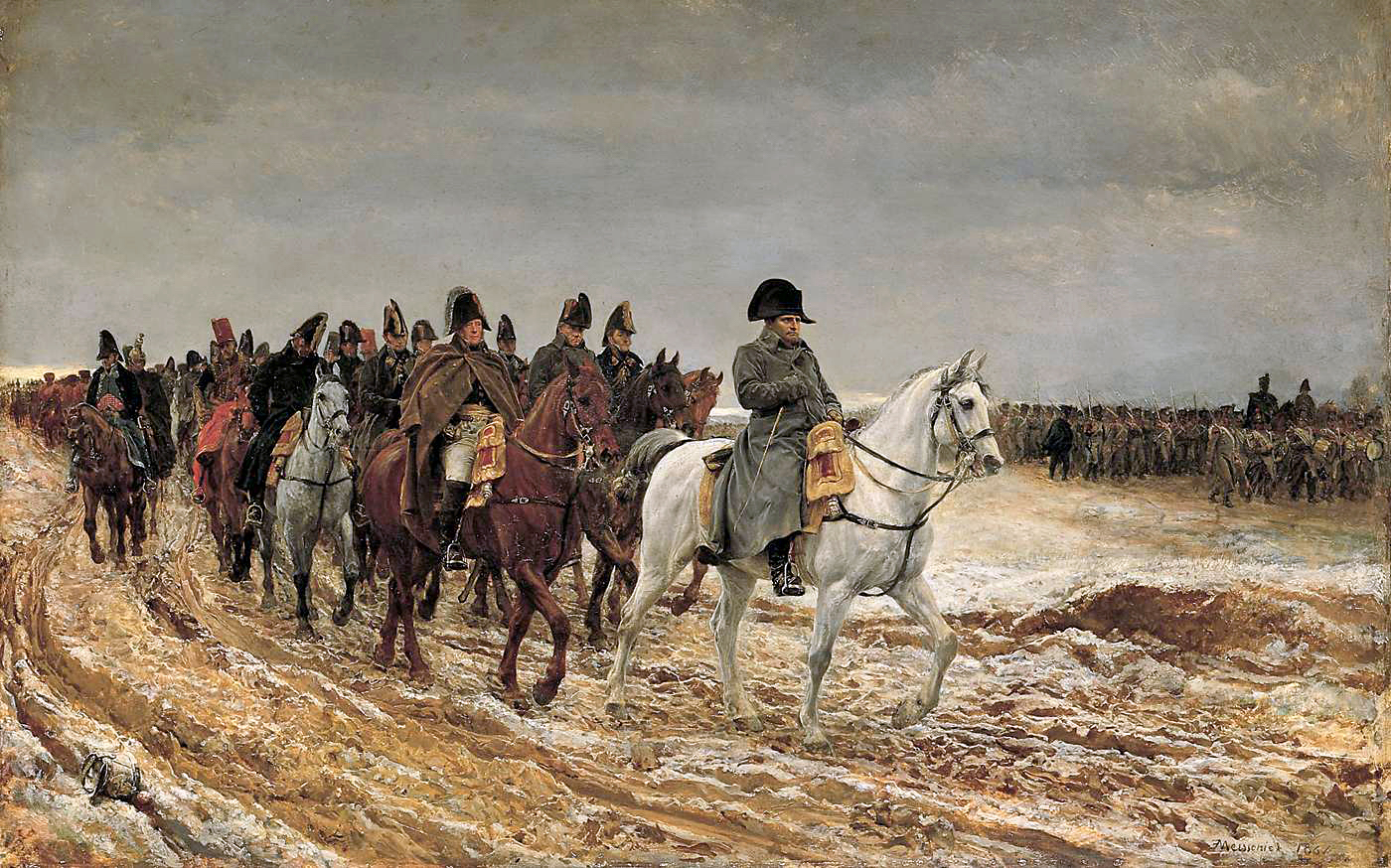
Napoleão e a sua Grande Armée em marcha durante a chamada Campanha dos Seis Dias, em 1814.

- A criação do Ducado de Varsóvia e do Reino de Vestfália;
- A redução do território prussiano e o pagamento de cem milhões de francos à França;
- A redução do exército da Prússia para apenas 40 000 soldados;
- Ao Império Russo seria permitido invadir a Finlândia, os territórios otomanos da Europa e todas as terras asiáticas que quisesse;
- A Rússia deveria contribuir para a futura conquista de Gibraltar;
- Seria permitida a navegação no mar Mediterrâneo apenas à França, Espanha, Rússia e Itália;
- O Egito seria ocupado pela França;
- As dinastias espanholas e portuguesas dos Bourbons e dos Braganças seriam abolidas e substituídas por príncipes franceses.

## Guerra Peninsular

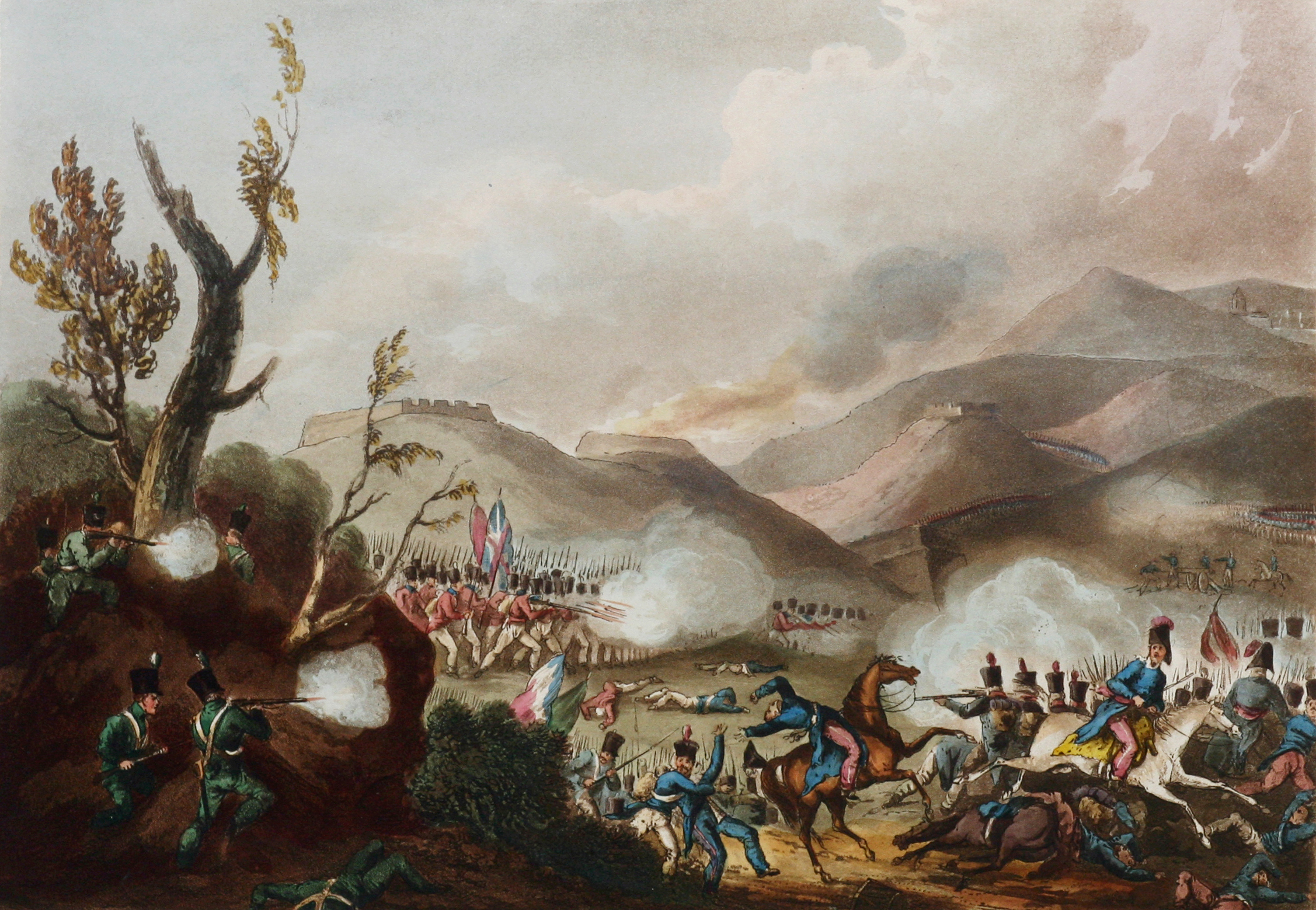
Batalha do Buçaco

Portugal era um antigo aliado dos britânicos, continuando a comercialização com a Inglaterra. Napoleão já havia decretado o Bloqueio Continental como medida para sufocar a economia inglesa, mas com a ajuda portuguesa seria difícil. Então a França invadiu a Espanha assinando um tratado franco-espanhol que dividiria Portugal entre os dois países, assim pôde invadir Portugal, a invasão francesa teve início, o General Jean-Andoche Junot e seu exército atravessou a fronteira portuguesa em 20 de novembro de 1807, sem encontrar nenhuma resistência militar, quatro dias depois chegam em Abrantes, devido à exaustão, os franceses descansam e em 28 de novembro ocupam Santarém, de onde partiu no mesmo dia para Lisboa. No dia 29 de novembro de 1807, a família real portuguesa transferiu-se para o Brasil com o apoio da marinha britânica, portanto Napoleão não poderia derrubar os Bragança, no dia 30, Lisboa é ocupada pelos franceses.
Com Portugal, Napoleão envia o cunhado, o marechal Joaquim Murat para a Espanha, onde revoltas contra o Rei Carlos IV o obrigam a abdicar, o seu filho Fernando VII assume o trono, mas  Murat o destrona e Napoleão coloca seu irmão José I como o novo rei da Espanha, novas revoltas estouram em Madrid no Levantamento de dois de maio Murat então ordena o fuzilamento de milhares de rebeldes. Quando D. João VI chega ao Brasil declara guerra à França, forças luso-britânicas invadem a Guiana Francesa, onde logo é ocupada pelos portugueses. No Porto, revoltas populares contra a ocupação francesa incentivam outras cidades a se rebelarem, uma força francesa foi enviada da cidade de Almeida para reprimir os rebeldes do Porto, mas durante o caminho guerrilheiros camponeses mal armados conseguem derrotar os franceses. Pouco tempo depois os britânicos comandados pelo general Arthur Wellesley desembarcam na cidade do Porto expulsando os franceses. Em seguida Wellesley navega até o rio Mondego, em seguida o exército britânico desembarca perto de Figueira da Foz em 1 de agosto, e, no dia 10, marcha para Leiria onde se une às forças de Bernardino Freire de Andrade. 

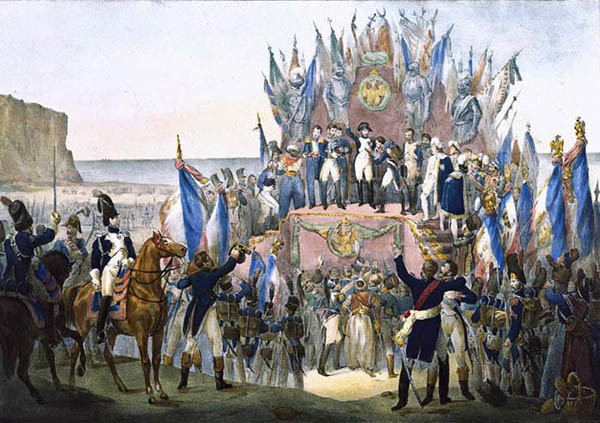
Napoleão distribuindo a medalha da Ordem Nacional da Legião de Honra aos seus soldados.

Após as batalhas da Roliça e do Vimeiro Lisboa é libertada, Wellesley ordena a construção da Linhas de Torres Vedras em 1809, a segunda invasão obteve algumas vitórias, mas que logo foram derrotados pelo marechal William Carr Beresford e por Wellesley, em 1810, ocorre a terceira invasão, a Praça-forte de Almeida é ocupada, e o marechal André Masséna avança até Lisboa, mas foi interceptado por tropas luso-britânicas que derrotaram os franceses na Batalha do Buçaco, mesmo assim os franceses avançaram até chegaram na Linhas de Torres, onde foram totalmente derrotados. Os franceses encontrando sérias dificuldades em conseguir alimento, pois o exército luso-britânico sob o comando de Wellesley utilizou a política da Terra Queimada destruindo tudo que fosse útil aos franceses, mais tarde os russos também utilizariam o  mesmo método, decide se retirar para a Espanha, então Wellesley lança uma contra-ofensiva ocupando Almeida, Badajoz, Ciudad RodrigoSalamanca e Valladolid, os franceses retiram-se de Madrid que é ocupada pelo exército luso-britânico em 12 de agosto de 1812, mas uma contra-ofensiva francesa obrigou Wellesley a abandonar Madrid e recuar para Ciudad Rodrigo, os luso-britânicos com o apoio dos espanhóis bourbonistas derrotam os franceses na Batalha de Vitória, os franceses recuam e abandonam toda a sua artilharia, logo toda a Espanha é libertada e Fernando VII retorna ao trono. Portugal ficou ocupado por tropas britânicas comandadas por Beresford enquanto D. João VI estava no Brasil isso provocou a Revolução Liberal do Porto em 1821, e a volta de D. João VI a Portugal.

## Até os confins da Rússia
O czar Alexandre I da Rússia já havia derrotado a Suécia, apoiada pelos britânicos, e conquistado o antigo território sueco da Finlândia, mas a Guerra Russo-Turca (1806-1812) continuava. Em 1810, devido ao rearmamento do Exército Austríaco, Napoleão quis a ajuda russa para intervir na Áustria, mas o czar recusou atacar os austríacos deteriorando as relações entre os dois países, pouco depois, navios ingleses tiveram permissão de atracarem em São Petersburgo. Napoleão ficou insatisfeito e quis que a Rússia também aderisse ao Bloqueio Continental, como os russos recusaram, Napoleão preparou-se para invadir a Rússia.

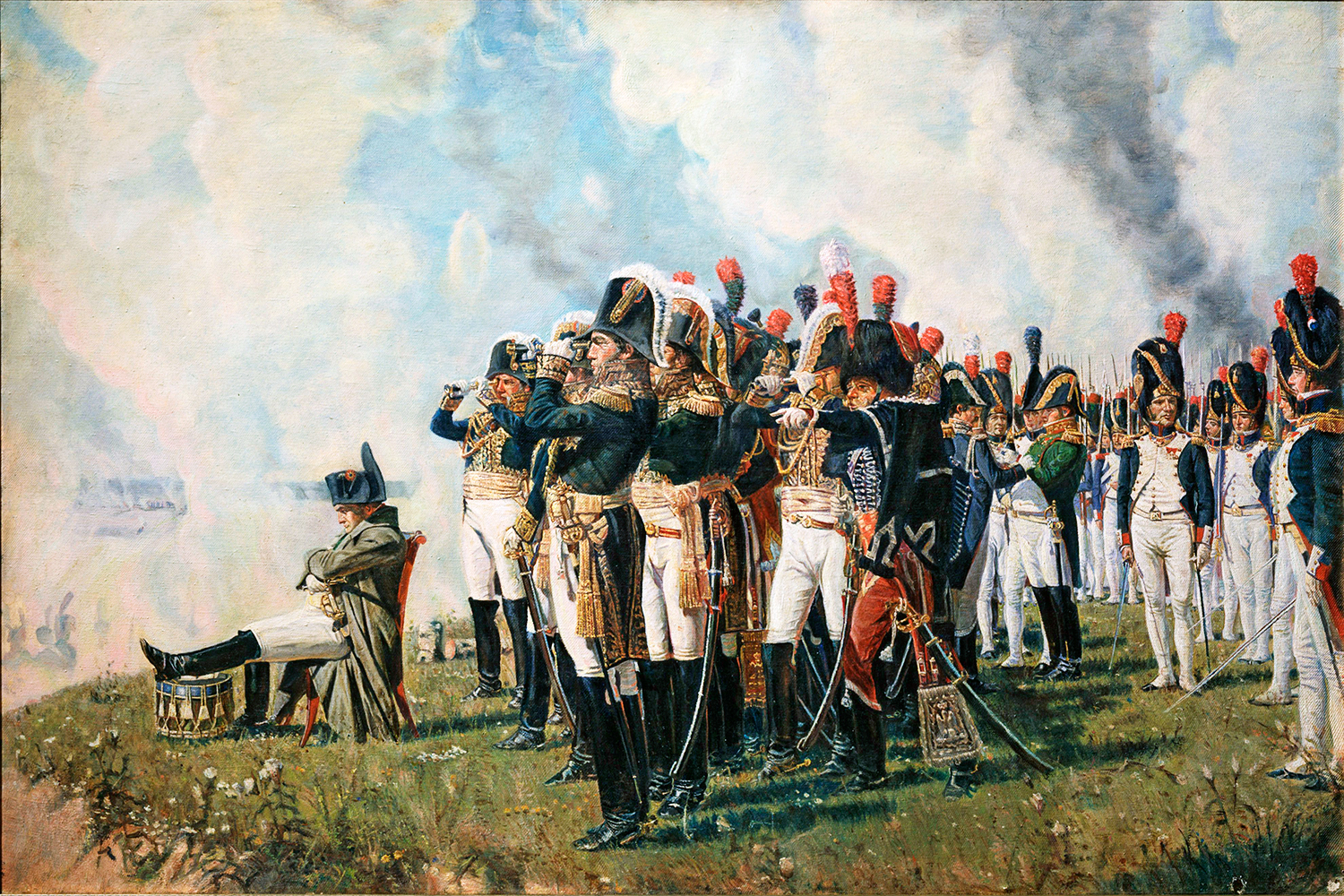
Napoleão em Borodino

O Serviço Militar Obrigatório foi instituído e todos os homens maiores de idade deveriam se alistar, incluindo os homens dos territórios ocupados e dos países-satélites. Em 1812, Napoleão e o Grande Exército de mais de 600 000 soldados cruzaram o rio Neman. Os franceses marcharam rapidamente, enfrentando poucos combates, os russos preferiam recuar, mas em compensação destruíam tudo que ajudasse os franceses, casa, comida, animais, era a política da Terra Queimada. Na Batalha de Borodino, La Grande Armée conseguiu derrotar os russos comandados pelo famoso general Kutuzov, que depois de algumas horas de intensos combates e com dezenas de milhares de mortos em ambos os lados, Kutuzov reunido com os outros oficiais decidiram abandonar Moscou e evacuar a população, o exército russo e o povo se retiraram permitindo com que Napoleão ocupasse Moscou. O rigoroso inverno russo chegou e os franceses estavam sem suprimentos e sem roupas adequadas para o frio. Enquanto isso, em alguns territórios ocupados, novas revoltas aconteciam. Os franceses já haviam sido expulsos de Portugal pelo exército luso-britânico e já marchavam pela Espanha, o irmão de Napoleão, José Bonaparte, não conseguia parar os britânicos.

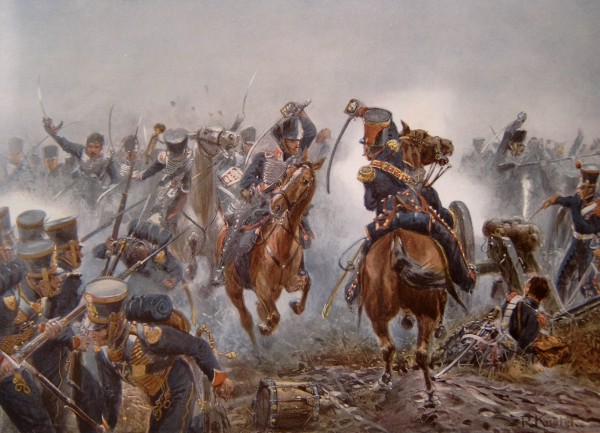
Carga dos hussardos

Para piorar, um grande incêndio destruiu grande parte de Moscou, sendo provocado pelos russos. Sem meios para continuar a ofensiva pela Rússia, Napoleão decidiu retornar à França, durante a retirada, para a surpresa de Napoleão, o exército de Kutuzov atacou-o na aldeia de Maloyaroslavets, a Batalha de Maloyaroslavets foi difícil para os dois lados, a aldeia trocou de mãos oito vezes, 5 mil franceses e 6 mil russos morreram terminando com uma vitória tática francesa e uma estratégica russa, os cossacos chegaram bem perto de capturar o próprio Napoleão que após esse dia passou a andar com um frasco de veneno. Após a batalha Napoleão cometeu um grave erro, decidiu mudar a marcha para o Norte, onde o frio era mais intenso. Em 1813, a Guerra da Sexta Coalização inicia, o exército austro-russo-sueco-saxônico-prussiano derrota o Grande Exército depois de 3 dias de pura carnificina na Batalha de Leipzig. Napoleão retira-se para França de onde luta para defender contra os invasores. Em 1814, os russos ocupam Paris e Napoleão é obrigado a abdicar indo para o exílio na ilha de Elba.

## Waterloo

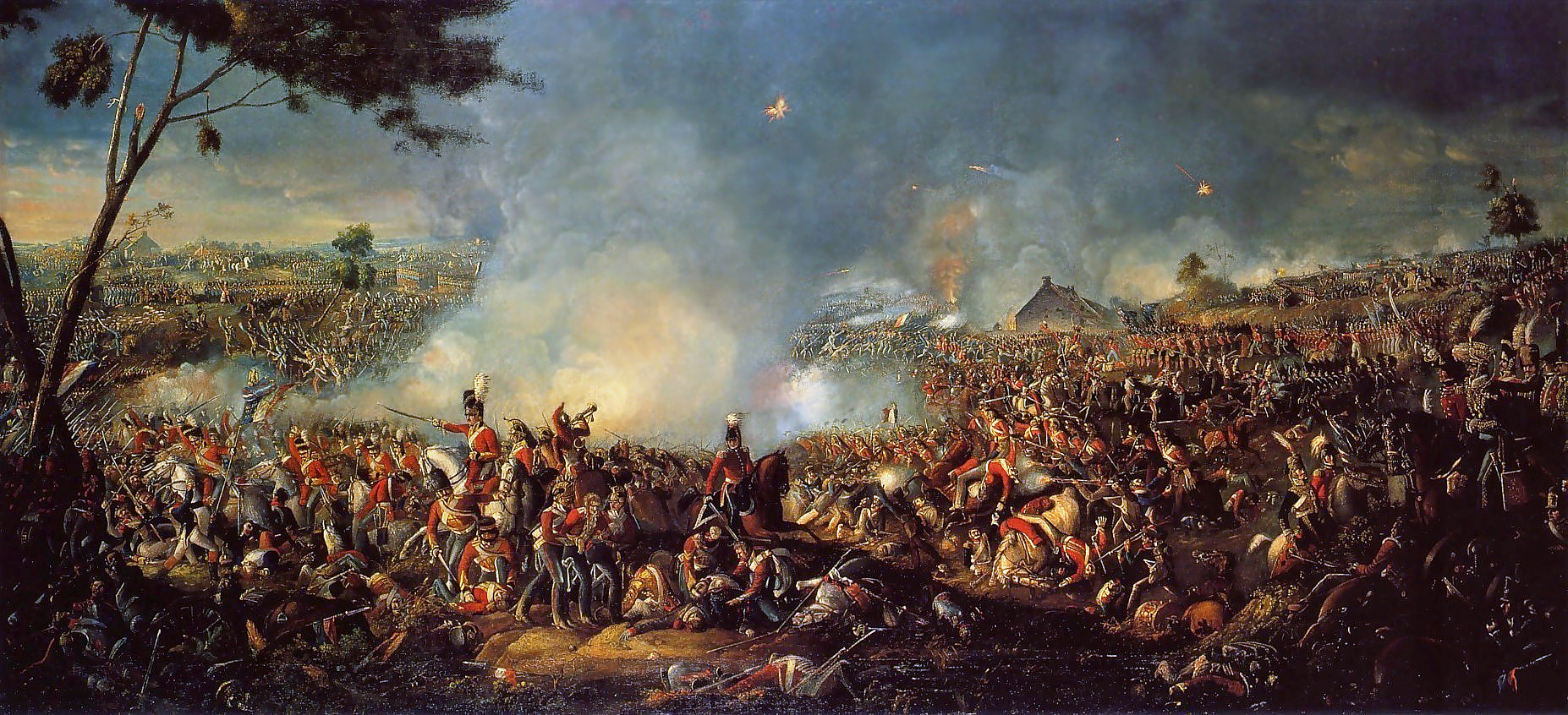
Batalha de Waterloo

Em 1815, Napoleão consegue fugir de Elba e chegar a França com um pequeno exército, os seus antigos generais e soldados o apoiam, o rei Luís XVIII fugiu para a Bélgica, e Napoleão tenta recriar o seu Grande Exército. Inicia a Guerra da Sétima Coligação, os exércitos anglo-prussianos e o Grande Exército reúnem-se perto da aldeia belga de Waterloo, o general Arthur Wellesley e o general Gebhard von Blücher conseguiram reunir 118 000 soldados enquanto Napoleão só conseguiu 72 000. Antes da Batalha de Waterloo, Napoleão tentou abater o exército prussiano que ainda não havia se juntado ao Exército Britânico também enviou o Marechal Michel Ney e 24 000 soldados para tentar impedir o avanço inglês. Os prussianos sofreram muitas perdas e fugiram. Em 18 de junho, os britânicos se posicionaram na fazenda de La Haye Saint. O marechal Ney atacou os ingleses lançando uma poderosa carga de cavalaria e forte bombardeio de artilharia, mas os britânicos se reagruparam através da formação do quadrado, os cavaleiros franceses foram rapidamente aniquilados. Foi somente às 17 horas que a fazenda foi tomada, mas mesmo assim os ingleses continuavam lutando. Ao anoitecer, apareceu de repente o general Blücher e o exército prussiano atacando o flanco direito, a guarda imperial conseguiu derrotar os prussianos, mas algum tempo depois chegaram novos reforços permitindo aos prussianos atacarem o centro francês. À noite, os franceses foram definitivamente derrotados e Napoleão foi enviado para o exílio na ilha se Santa Helena. Foi o fim do Império Napoleônico e da Grande Armée.